# Gran Premi de Gran Bretanya del 1954
Resultats del Gran Premi de la Gran Bretanya de Fórmula 1 de la temporada 1954, disputat al circuit de Silverstone el 17 de juliol del 1954.

## Resultats
| Pos   | No | Pilot                 | Equip                   | Voltes | Temps/ Retirada          | Pos. de sortida | Punts |
| ----- | -- | --------------------- | ----------------------- | ------ | ------------------------ | --------------- | ----- |
| 1     | 9  | José Froilán González | Ferrari                 | 90     | 2h 56' 14. 0             | 2               | 8.14  |
| 2     | 11 | Mike Hawthorn         | Ferrari                 | 90     | + 1' 10 min.             | 3               | 6.14  |
| 3     | 23 | Onofre Marimon        | Maserati                | 89     | + 1 Volta                | 28              | 4.14  |
| 4     | 1  | Juan Manuel Fangio    | Mercedes                | 89     | + 1 Volta                | 1               | 3.14  |
| 5     | 10 | Maurice Trintignant   | Ferrari                 | 87     | + 3 Voltes               | 8               | 2     |
| 6     | 4  | Roberto Mieres        | Maserati                | 87     | + 3 Voltes               | 32              |       |
| 7     | 2  | Karl Kling            | Mercedes                | 87     | + 3 Voltes               | 6               |       |
| 8     | 8  | Ken Wharton           | Maserati                | 86     | + 4 Voltes               | 9               |       |
| 9     | 19 | André Pilette         | Gordini                 | 86     | + 4 Voltes               | 12              |       |
| 10    | 29 | Bob Gerard            | Cooper - Bristol        | 85     | + 5 Voltes               | 18              |       |
| 11    | 25 | Don Beauman           | Connaught - Lea-Francis | 84     | + 6 Voltes               | 17              |       |
| 12    | 3  | Harry Schell          | Maserati                | 83     | + 7 Voltes               | 16              |       |
| 13    | 23 | Leslie Marr           | Connaught - Lea-Francis | 82     | + 8 Voltes               | 22              |       |
| 14    | 26 | Leslie Thorne         | Connaught - Lea-Francis | 78     | + 12 Voltes              | 23              |       |
| 15    | 28 | Horace Gould          | Cooper - Bristol        | 44     | + 46 Voltes              | 20              |       |
| Ret   | 7  | Stirling Moss         | Maserati                | 80     | Eixos                    | 4               | 0.14  |
| Ret   | 22 | Bill Whitehouse       | Connaught - Lea-Francis | 63     | Prob. amb el combustible | 19              |       |
| Ret   | 17 | Jean Behra            | Gordini                 | 54     | Suspensions              | 5               | 0.14  |
| Ret   | 5  | Roy Salvadori         | Maserati                | 53     | Transmissió              | 7               |       |
| Ret   | 6  | Prince Bira           | Maserati                | 44     | Accident                 | 10              |       |
| Comp. | 6  | Ron Flockhart         | Maserati                |        | Cotxe compartit          |                 |       |
| Ret   | 32 | Luigi Villoresi       | Maserati                | 40     | Motor                    | 27              |       |
| Comp. | 32 | Alberto Ascari        | Maserati                |        | Cotxe compartit          |                 |       |
| Ret   | 24 | John Riseley-Prichard | Connaught - Lea-Francis | 40     | Accident                 | 21              |       |
| Ret   | 12 | Reg Parnell           | Ferrari                 | 25     | Motor                    | 14              |       |
| Ret   | 31 | Alberto Ascari        | Maserati                | 21     | Motor                    | 30              | 0.14  |
| Ret   | 18 | Clemar Bucci          | Gordini                 | 18     | Accident                 | 13              |       |
| Ret   | 20 | Peter Collins         | Vanwall                 | 16     | Motor                    | 11              |       |
| Ret   | 14 | Robert Manzon         | Ferrari                 | 16     | Motor                    | 15              |       |
| Ret   | 21 | Peter Whitehead       | Cooper - Alta           | 4      | Pèrdua d'oli             | 24              |       |
| Ret   | 30 | Eric Brandon          | Cooper - Bristol        | 2      | Motor                    | 25              |       |
| Ret   | 15 | Louis Rosier          | Ferrari                 | 2      | Motor                    | 31              |       |
| NVS   | 27 | Alan Brown            | Cooper - Bristol        |        | No va sortir             | 26              |       |
| NVS   | 30 | Rodney Nuckey         | Cooper - Bristol        |        | No va sortir             | 29              |       |

## Altres
- Pole: Juan Manuel Fangio 1' 45

- Volta ràpida: Alberto Ascari, Jean Behra, Juan Manuel Fangio, Jose Froilan Gonzalez, Mike Hawthorn, Onofre Marimon, i Stirling Moss 1' 50.

Els set van fer el mateix temps i per això van compartir el punt que es donava per la volta ràpida (1/7 per cada un).